# Axel Kruse
Axel Kruse é o atual diretor de operações da equipe de Fórmula 1 da Williams.

## Carreira
Em novembro de 1997, Kruse se tornou engenheiro de desenvolvimento para o pré-desenvolvimento de termodinâmica avançado e acionamentos alternativos do BMW Group. Ele permaneceu nesta função até dezembro de 2001. Em janeiro de 2002, Kruse assumiu o cargo de comprador e gerente de projetos de automobilismo da BMW Motorsport.
Em junho de 2006, ele se tornou o chefe de compras, armazenagem e transporte da equipe de Fórmula 1 de propriedade da BMW, a BMW Sauber. Kruse continuou neste cargo até dezembro de 2009, quando a montadora alemã se retirou da categoria máxima do automobilismo mundial. Entretanto, ele permaneceu na equipe após a mesma voltar ao controle de Peter Sauber. Com ele assumindo o cargo de diretor de operações de automobilismo na equipe Sauber (equipe esta que foi conhecida como Alfa Romeo entre 2019 e 2023) em janeiro de 2010. Entre janeiro de 2018 e dezembro de 2022, Kruse também acumulou o cargo de diretor executivo da Sauber Technologies.
Em 29 de julho de 2025, a Williams anunciou Kruse como seu novo diretor de operações, encerrando um período de 15 anos na Sauber. Ele, desde janeiro de 2010, era o chefe de operações da equipe suíça e iniciou na nova função na Williams em 1 de setembro, substituindo Fred Brousseau que estava na equipe desde abril de 2023. Essa não foi a primeira associação de Kruse com a equipe inglesa, já que ele foi engenheiro da BMW quando a marca alemã equipou os carros da equipe de 2000 a 2005.